# جو بسر
جو بسر (انگلیسی: Joe Besser؛ ۱۲ اوت ۱۹۰۷ – ۱ مارس ۱۹۸۸) بازیگر، صداپیشه، کمدین و موسیقی‌دان اهل ایالات متحده آمریکا بود.
از فیلم‌ها یا مجموعه‌های تلویزیونی که وی در آن‌ها نقش داشته است، می‌توان به مسابقه فضایی یوگی و راه جبهه از کدوم طرفه؟ اشاره نمود.